# Edward Battell
Edward Battell (n.  ?) este un ciclist britanic, medaliat olimpic. A participat la o ediție a Jocurilor Olimpice (1896) în care a câștigat o medalie de bronz.